# 윌리엄 콜비
윌리엄 콜비(영어표기: William Egan Colby, 1920년 1월 4일 ~ 1996년 4월 27일)는 CIA국장을 1973년부터 1976년까지 지냈었다. 2차 세계대전 기간 중에는 OSS(전략사무국)에서 근무했었다. 종전 후에는 새로 창설된 CIA에서 근무했다. 베트남 전쟁 발발 전에는 사이공지부장, CIA 극동지역 국장에 임명되었고 전쟁 중에도 그 자리에 있었다. 또한 민간 작전 책임자였었으며 피닉스 프로그램의 총책임자였다.
| 전임 제임스 로드니 슐레진저 | 제10대 CIA 국장 1973년 9월 4일 ~ 1976년 1월 30일 | 후임 조지 H. W. 부시 |